# Передьоргіна
Передьо́ргіна (рос. Передёргина) — присілок у складі Кетовського району Курганської області, Росія. Входить до складу Великочаусовської сільської ради.
Населення — 136 осіб (2010, 121 у 2002).